# Begonia oblongata
Espèce
Begonia oblongata est une espèce de plantes de la famille des Begoniaceae.
L'espèce fait partie de la section Petermannia.
Elle a été décrite en 1912 par Elmer Drew Merrill (1876-1956).
L'épithète spécifique oblongata, du latin oblongus, fait référence aux feuilles plus longues que larges et arrondies aux extrémités. 

## Répartition géographique
Cette espèce est originaire du pays suivant : Philippines.